# Gérard de Plaines
Gérard de Plaines, Seigneur de la Roche (* 1480; † 31. August 1524)  war 1520 Botschafter von Margarete von Österreich bei Heinrich VIII. von England.

## Leben
Seine Familie, die Seigneurs de la Roche, Barons de Courcellotte ist ausgestorben. Er war Freiherr von Courcellotte, Herr von Magny, von la Roche, von Rigney, von Vendelaine und von d' Attesaux. Seine Eltern waren Jeanne de Gros, Dame de Magny-sur-Tille und Thomas de Plaines, Grandchancelier de Borugone. Als Gérard de Plaines erste Frau Barbara Neufchatel am 23. März 1506 starb, war diese Ehe kinderlos. Am 17. Januar 1514 heiratete er Anne Ray, Tochter von Philippine Goux und Mark Ray Baron und Lord of Roulans.
Gérard de Plaines war Botschafter von Kaiser Maximilian I. beim Heiligen Stuhl. Er saß dem Geheimen Rat von Karl V.  vor.
Er war 1520 Ambassador to the Court of St James’s. Am Hof von Heinrich VIII wurde er als Oidor, (the sieur de la Roche, audiencer) vorgestellt.
Er handelte mit Nicolas Perrenot de Granvelle die Neutralität des Königs von Frankreichs mit dem Haus Bourbon aus.
Er führte mit Erasmus von Rotterdam Korrespondenz.